# Parashorea globosa
Parashorea globosa är en tvåhjärtbladig växtart som beskrevs av Symington. Parashorea globosa ingår i släktet Parashorea och familjen Dipterocarpaceae. Inga underarter finns listade i Catalogue of Life.